# 11442 Seijin-Sanso
11442 Seijin-Sanso este un asteroid din centura principală de asteroizi.

## Descriere
11442 Seijin-Sanso este un asteroid din centura principală de asteroizi. A fost descoperit pe 22 octombrie 1976 la Kiso de Hiroki Kosai și Kiichiro Hurukawa. Asteroidul prezintă o orbită caracterizată de o semiaxă mare de 2,22 ua, o excentricitate de 0,04 și o înclinație de 5,4° în raport cu ecliptica.